# Cummins
A Cummins é uma empresa multinacional de negócios complementares que projeta, fabrica, distribui e presta serviços em um amplo portfólio de soluções. Os produtos da empresa incluem motores a combustão interna, elétricos, híbridos e a célula de combustível; componentes como filtros, turbos e sistemas de pós-tratamento; geradores de energia; eletrolisadores e produtos a célula de combustível. 
Com sede em Columbus, Indiana, Estados Unidos, está presente em mais de 190 países por meio de uma rede com mais de 600 distribuidores e 8.000 pontos de venda. Em 2021, reportou faturamento de US$ 24 bilhões e lucro de US$ 2,1 bilhões, o que a coloca na lista da Fortune 500 como uma das 150 maiores empresas dos Estados Unidos.
No Brasil, tem duas unidades fabris em Guarulhos, além de um centro de distribuição e uma distribuidora própria (DCB). Seus produtos estão presentes em caminhões, ônibus, tratores, navios e picapes, em empresas com grande peso no mercado como Volkswagen, Agrale, RAM, Scania e Volvo. Hospitais, comércios e edifícios também contam com as soluções de geração de energia da empresa. O arquipélago de Fernando de Noronha é praticamente todo abastecido por energia gerada pela Cummins.  
Em 2022, anunciou a compra da Meritor, empresa especializada em componentes para veículos comerciais, em negócio de US$ 3,7 bilhões. Com a compra, a Cummins pretende acelerar o desenvolvimento de motores elétricos e autopeças. 

## História
A Cummins foi fundada em 1919 por Classie Cummins e W.G. Irwin. Os dois tinham um objetivo muito claro: produzir motores a diesel para caminhões e ônibus da época, que seriam mais resistentes, duradouros e econômicos que os movidos a gasolina. Vendo essa oportunidade de negócio, eles criaram no estado de Indiana, EUA, a Cummins Engine Company, com o ousado projeto de tornar comercial uma tecnologia inventada havia apenas alguns anos.

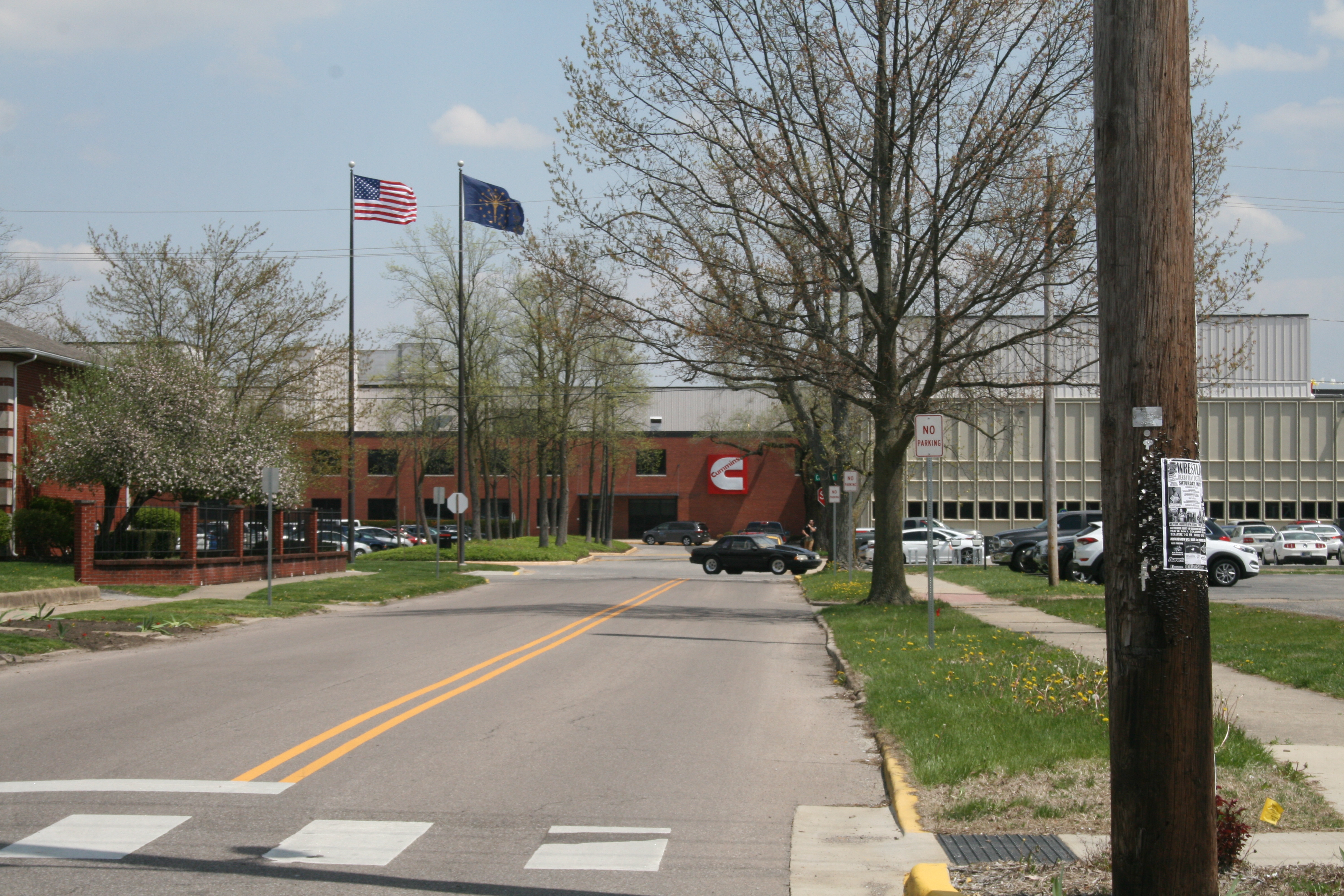
Fábrica da Cummins em Columbus, Indiana

Maquinário agrícola foi a porta de entrada para o que viria se tornar a gigante Cummins Inc. Fazendo motores estacionários para agricultura, a Cummins iniciava sua trajetória. Contudo, o começo foi difícil, chegando a atravessar um grande período de prejuízo. Depois de uma década irregular, a empresa lançou o Modelo H, motor para meios de transporte que deu início a uma família de motores que fez da empresa famosa. A Cummins se tornou líder de mercado de motores nos Estados Unidos em meados dos anos 1930.
A expansão internacional seria feita a partir da década seguinte, ocorrendo até os dias de hoje, de uma forma muito dinâmica. A Segunda Guerra Mundial teve saldo positivo para a empresa, que forneceu motores para o exército americano, ganhando, assim, grande espaço no mercado internacional. Graças a produção competente e uma forte organização mundial, a empresa atingiu grande tamanho nos anos 1940. Aproveitando conjunturas muito positivas, como a expansão da "highways" norte-americanas, e com uma produção que combinava tecnologia e qualidade, a empresa atingiu, nos anos 1950, valor de venda superior a US$ 100 milhões, atingindo a liderança do mercado de motores a diesel, de onde não saiu mais.

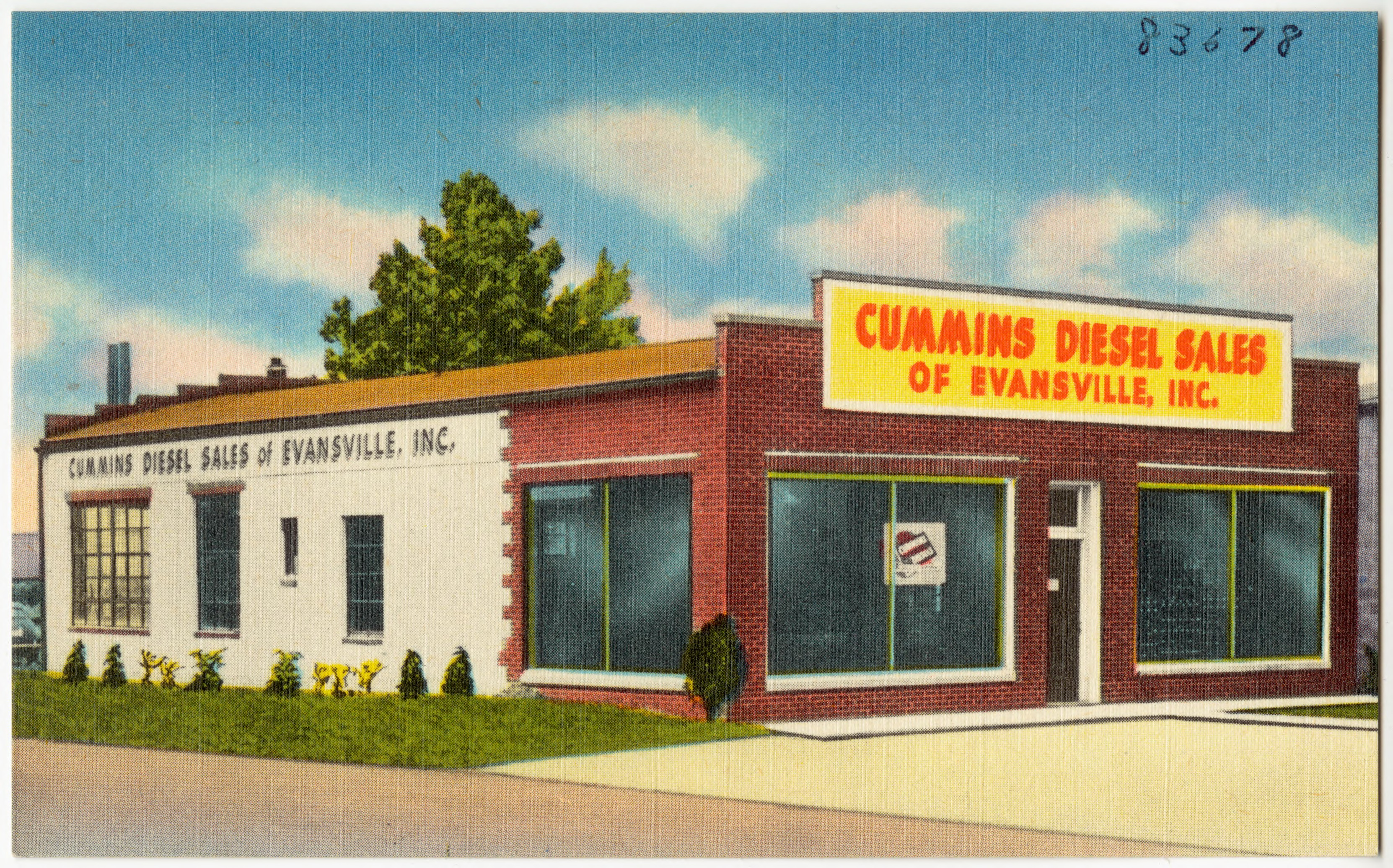
Cartão postal de distribuidor em Evansville, Estados Unidos

A Cummins começou a espalhar-se pelo mundo, instalando 80 fábricas de motores, geradores e componentes e 5 mil pontos de serviços em 197 países. Hoje, é a maior fabricante independente de motores diesel do mundo, sendo que a qualidade, a inovação e a alta tecnologia continuam como as principais características dos produtos, que equipam caminhões, ônibus, barcos, tratores, colheitadeiras, trens e motores estacionários.
O crescimento internacional da empresa está identificado pela sua presença mundial: além de Indiana, nos Estados Unidos, a empresa tem plantas na China, Índia, Reino Unido, Singapura, México e Brasil.

## No Brasil

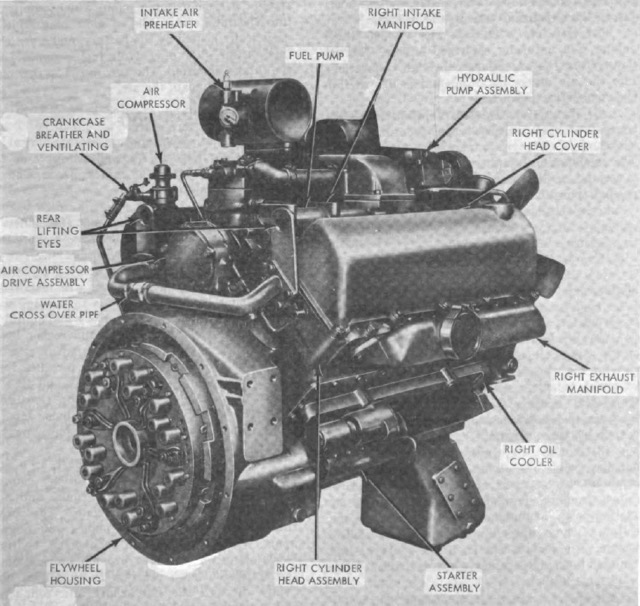
Projeto do antigo motor Cummins V300

Graças a visão de seus líderes, como J. Irwin Miller, a Cummins criou laços fortes com mercado emergentes, como China, Índia e Brasil. Neste último, a empresa foi uma das pioneiras entre as norte-americanas, como forte presença no país antes da maioria. Antecipando a tendência mundial atual, a Cummins veio ao Brasil ainda nos anos 1970, seguindo os passos de algumas grande empresas às quais era fornecedora, que faziam o mesmo caminho.
Atraída por novas oportunidades de negócios, a subsidiária da Cummins Engine Company foi constituída como "Cummins Brasil" em 1971. Em 1974, iniciou suas atividades industriais em Guarulhos (SP). Produzindo uma variada gama de motores, a empresa fornece para diversos segmentos do mercado, entre eles: caminhões de todos os portes, picapes, ônibus, aplicações estacionárias, máquinas de construção, equipamentos agrícolas, máquinas para mineração e aplicações marítimas.
A empresa cresceu no Brasil de uma maneira tão dinâmica, que foram criadas mais duas plantas, também na região de Guarulhos: a Cummins Emissions Solutions, que desenvolve e fabrica instrumentos de soluções para emissões de gases, e a Cummins Filtros, subsidiária da líder mundial em soluções de filtros, refrigeração e química de motores a diesel.

Em setembro de 2000, a Cummins passou a atuar também na fabricação, venda e locação de geradores de energia.

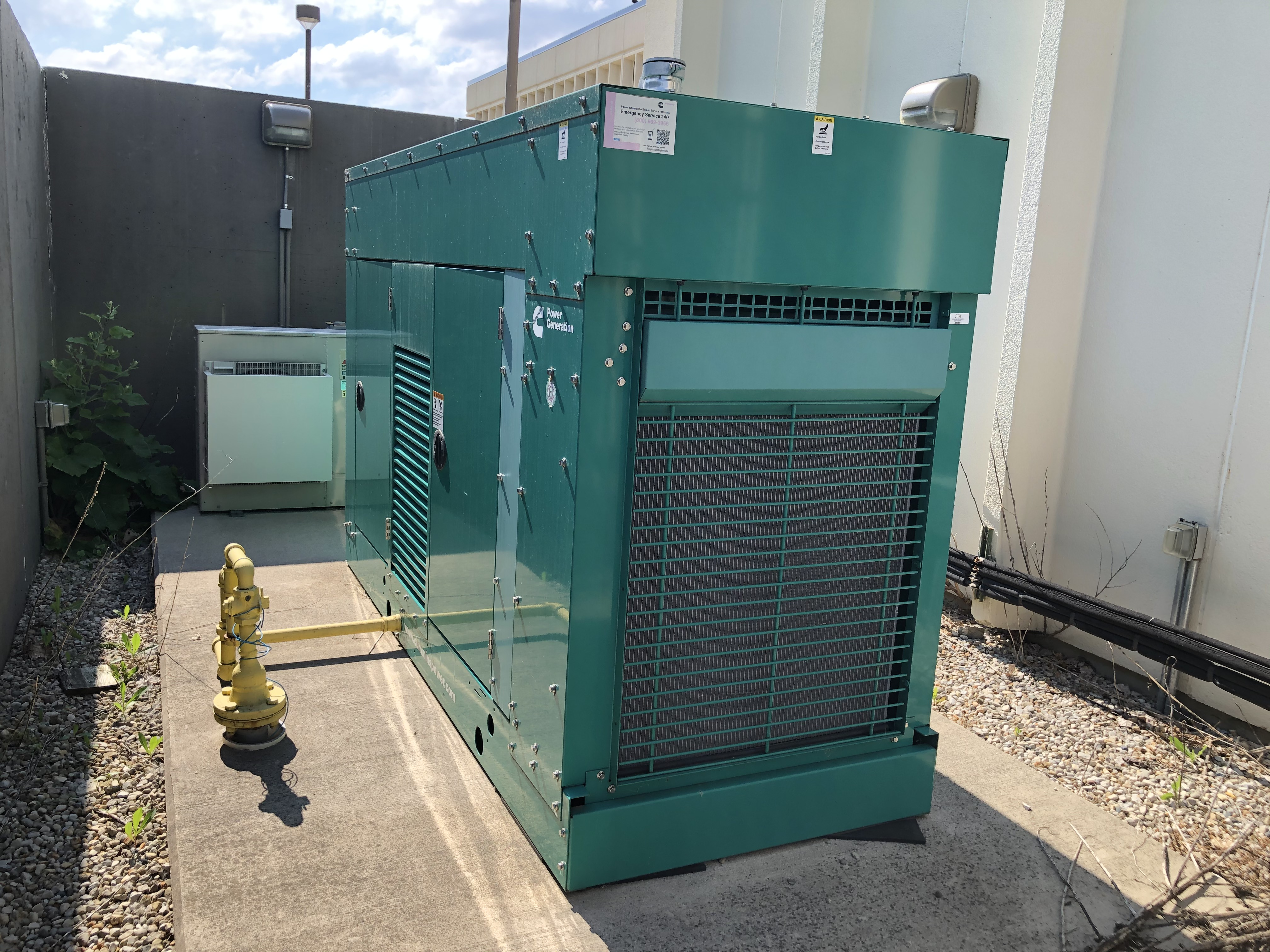
Gerador Cummins em uma de suas cores mais tradicionais

Em 2019, o distribuidor próprio da Cummins no Brasil mudou de nome e passou a se chamar Distribuidora Cummins Brasil (DCB), abandonando o antigo nome CVSMG (Cummins Venda e Serviço de Motores e Geradores). A DCB atualmente atende a sete estados brasileiros: São Paulo, Rio de Janeiro, Mato Grosso, Mato Grosso do Sul, Bahia, Espírito Santo e Sergipe. Os demais estados são atendidos por distribuidores independentes com mais de 100 pontos de atendimento.
Em 2019, a Cummins celebrou seu primeiro centenário com celebrações em todos os países em que mantém fábricas ou escritórios. No Brasil foi realizado um evento no dia 29 de junho chamado Open House Cummins, reunindo mais de 3,000 colaboradores e familiares na unidade de Guarulhos.
Para celebrar o 50º aniversário da operação brasileira, o escritor Allan Vidigal escreveu um livro com a história das cinco décadas da Cummins no Brasil.  

## Responsabilidade Corporativa
Desde que se instalou no Brasil, em 1971, a Cummins busca contribuir com o desenvolvimento social da comunidade onde está estabelecida, na cidade de Guarulhos (SP). Além de privilegiar a contratação de profissionais da região (cerca de 50% dos funcionários residem na cidade), estabeleceu parcerias com a Prefeitura e com o Governo Estadual, além de outros órgãos municipais e entidades beneficentes, para auxiliar no atendimento às necessidades da população local. 

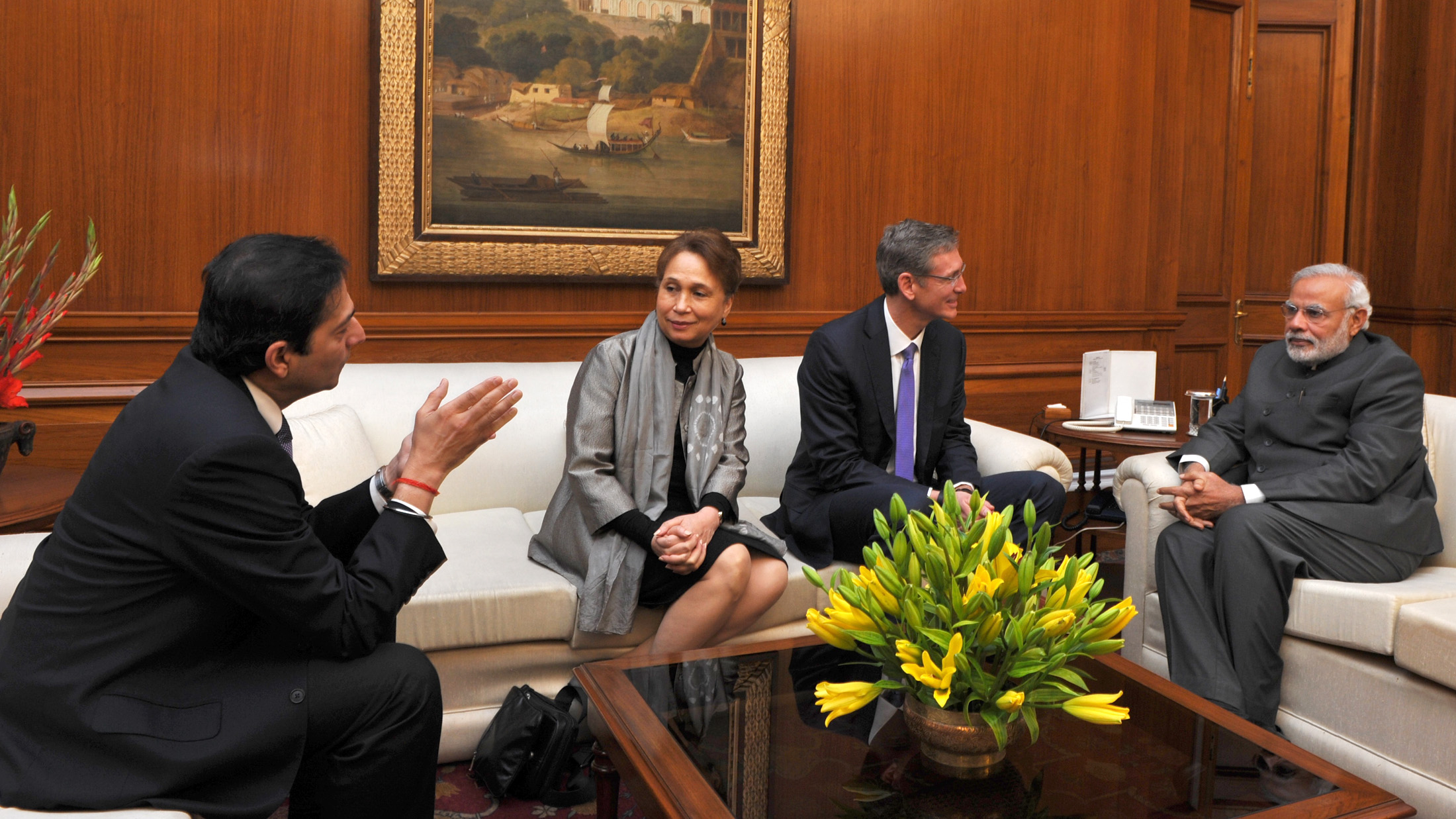
O CEO da Cummins, Tom Linebarger, com o primeiro-ministro Indiano, Narendra Modri. Na pauta os avanços em responsabilidade corporativa

Em 2008, foram estabelecidas três áreas de foco para atuação no que diz respeito aos projetos dedicados: Educação, Meio Ambiente e Justiça Social, sendo que a principal forma de concretizá-los se dá por meio do voluntariado, iniciativa na qual os funcionários da empresa utilizam seu tempo e talento para ajudar as comunidades a resolver suas necessidades.  
Em 2018 a Cummins investiu R$ 3,5 milhões para reformar e expandir a escola pública Victor Civita, que atende a região do Jardim Cumbica onde localiza-se uma das fábricas da Cummins no Brasil. Para a expansão da escola, a Cummins e seus colaboradores doaram o prédio do grêmio de funcionários, possibilitando que a escola passasse de 780m2 para 2,000m2. Após a reforma, a escola passou ao controle do Governo do Estado de São Paulo.
Em 2018, a Cummins inaugurou no Rio de Janeiro, em parceria com a FAETEC e a Schneider Electric, o programa de desenvolvimento técnico chamado TEC.
Em 2020, durante a pandemia, a Cummins investiu mais de US$ 150 mil na doação de cestas básicas e outros serviços para a comunidade. Já em 2021, ainda como ação para o enfrentamento da Covid-19, a empresa fez a doação de 1,5 milhão de máscaras fabricadas na planta da Cummins México e se aliou ao Movimento Unidos Pela Vacina, realizando doações para sete cidades em três estados. 

### Planeta 2050

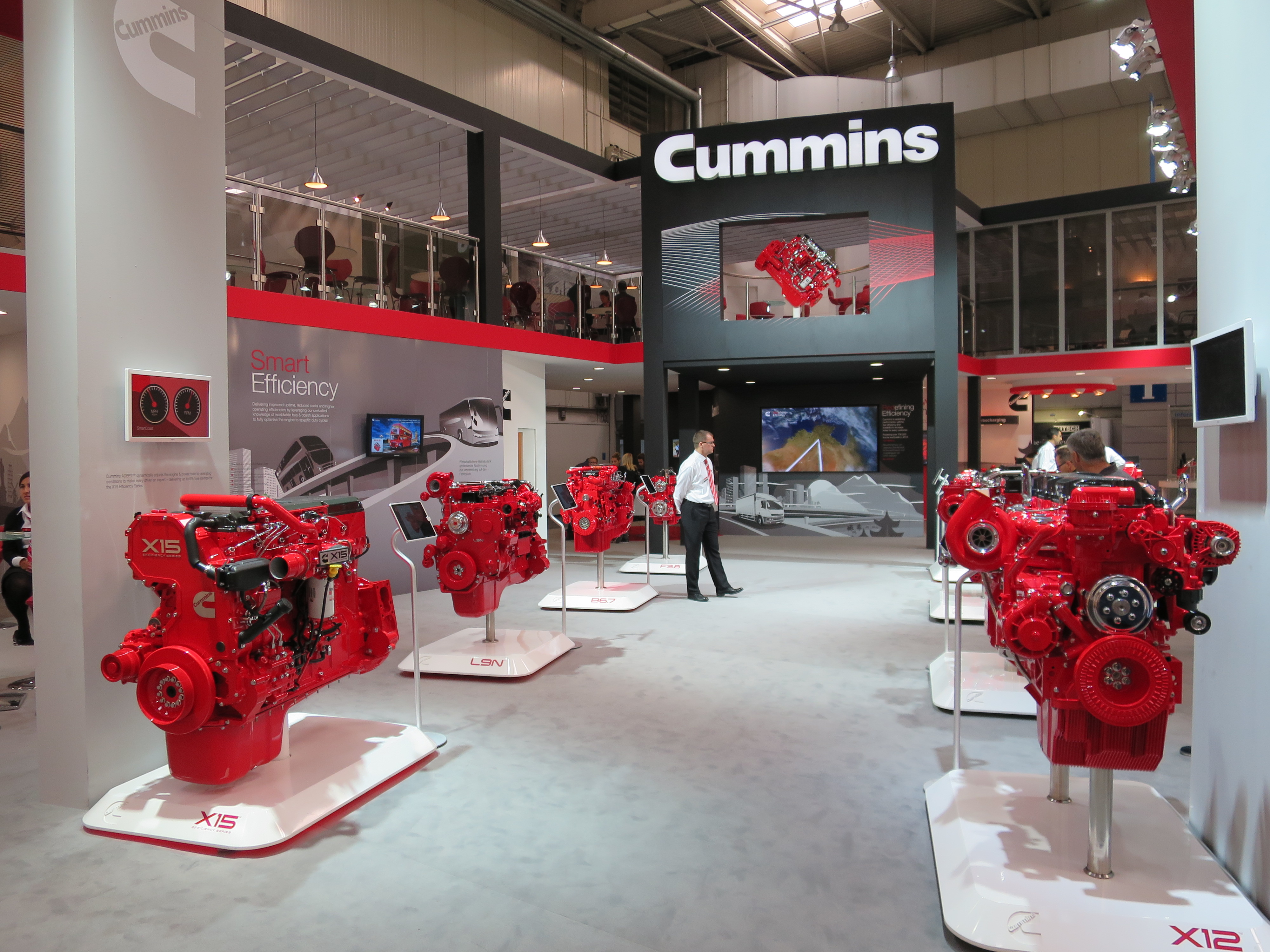
A Cummins se compromete atingir emissões zero até 2050

A Cummins anunciou em novembro de 2019 sua nova estratégia de sustentabilidade ambiental, que inclui metas que atendem ou excedem os limites do Acordo de Paris das Nações Unidas sobre mudanças climáticas. Em 2050, a Cummins terá como meta emissões zero de carbono.
A estratégia, chamada PLANET 2050, está focada em três áreas prioritárias: abordar as mudanças climáticas e as emissões atmosféricas, usar os recursos naturais da maneira mais sustentável e melhorar as comunidades.  O Cummins PLANET 2050 inclui ainda oito objetivos específicos, programados para 2030, bem como metas ambiciosas para 2050 e é a estratégia de sustentabilidade ambiental mais abrangente e ambiciosa já adotada pela empresa.
Para atingir essas metas, a Cummins fará investimentos em novas tecnologias e recursos. A empresa já traz em seu histórico o desenvolvimento de metas desafiadoras sempre encontrando maneiras de alcançá-las. Como a Cummins fez com as metas ambientais passadas, o progresso nas metas para 2030 será avaliado e comunicado periodicamente.

### Destino ao Zero
Em 2022 a Cummins apresentou o programa global Destino ao Zero (Destination Zero). O projeto de sustentabilidade visa zerar as emissões de gases de efeito estufa até 2050, com o objetivo de impactar positivamente nas mudanças climáticas, as emissões atmosféricas, usar recursos naturais de maneira mais sustentável, além de melhorar as comunidades.  
Um dos grandes objetivos destro do programa é melhorar a eficiência de seus produtos, até que seja possível alcançar o marco de zero de emissões de poluentes, ou seja, a completa descarbonização. Para isso, a Cummins tem investido em novas tecnologias como eletrificação e células de combustível. Recentemente a empresa apresentou um novo motor a hidrogênio, que será disponibilizado ao mercado em 2027. 

## Unidades De Negócios
Motores

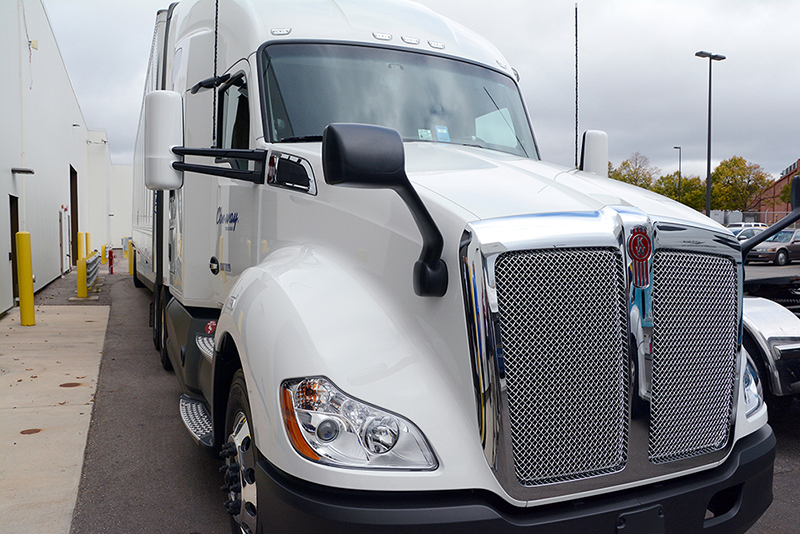
Caminhão Kenworth T680 com o motor Cummins X13

A Cummins produz uma variada gama de motores para diversos segmentos do mercado, entre caminhões de todos os portes, picapes, ônibus, aplicações estacionárias, máquinas de construção, equipamentos agrícolas, máquinas para mineração e aplicações marítimas.
A divisão produz motores entre 2.8 e 15 litros, com até 675 cv de potência, além de peças e remanufatura. A unidade mantém quatro principais fábricas: Estados Unidos, Brasil, Índia e Reino Unido, mas conta com produção local em outros países por meio de joint ventures ou licenças (como a China).
O motor Cummins 6,7 litros presente na picape RAM 2500 foi indicado ao prêmio Carro do Ano, da revista Autoesporte, na categoria “Motor do Ano” em 2020.
Geradores

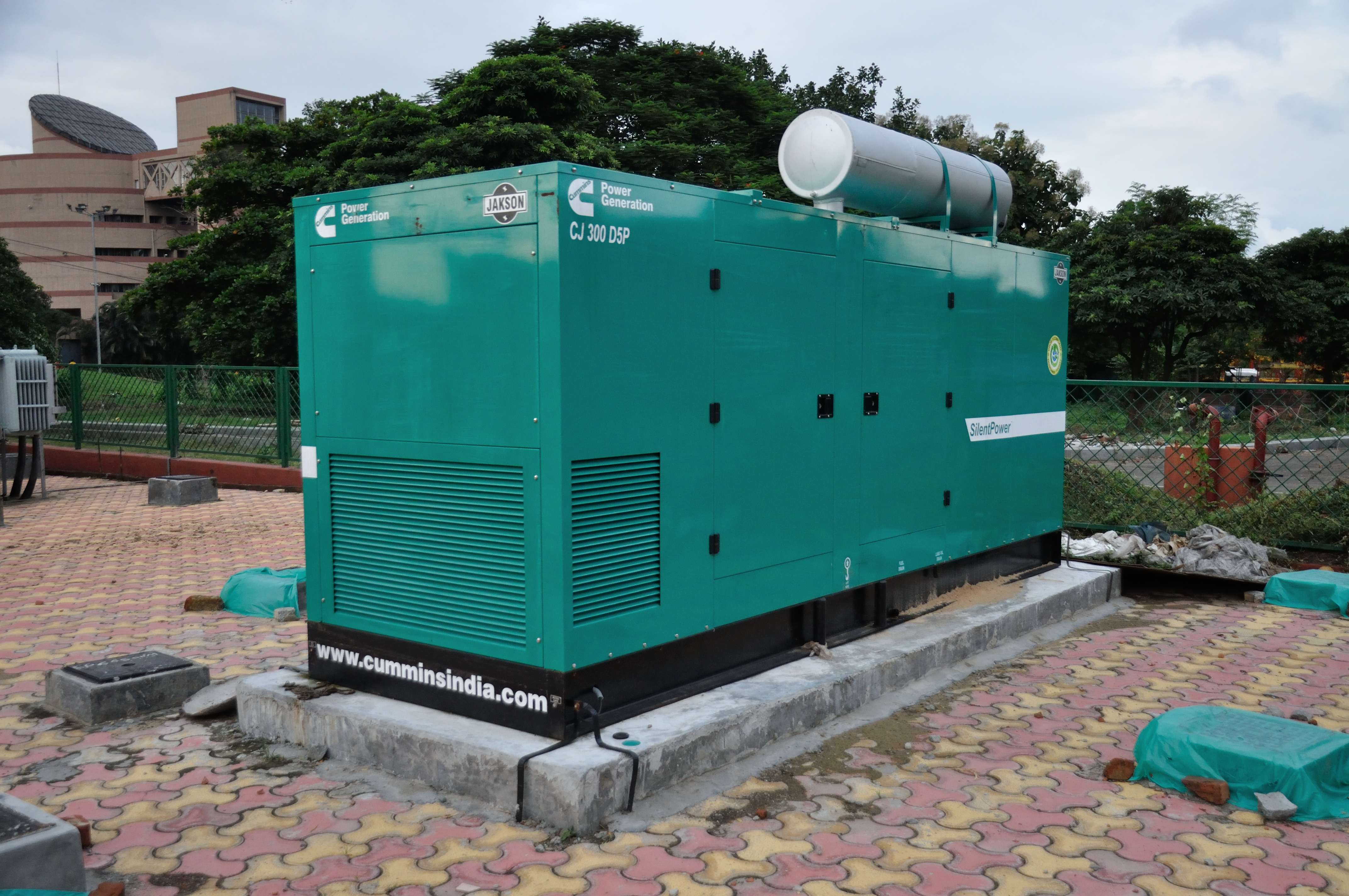
Gerador carenado da Cummins

A Unidade de Negócios de Geração de Energia da Cummins opera com quatro centros técnicos e seis plantas espalhadas pelo mundo, com mais de 5.000 colaboradores e uma rede global de mais de 190 países.
A fabricante de grupos geradores se destaca no mercado por ser a única companhia a produzir todos os componentes que constituem o equipamento, integrando as soluções: motor, alternador, controlador, radiador, sistemas e controles. O portfólio inclui sistemas completos de geração de energia a diesel e gás, atendendo a demandas de diversos segmentos e portes, desde grupos geradores de 8 kVA até 4.375 kVA.
Desde 2003, a Cummins é responsável pela operação e manutenção da Usina Tubarão, que abastece com energia a ilha de Fernando de Noronha com geradores que trabalham 24h por dia, sete dias por semana. O abastecimento da ilha é feito pelo distribuidor DCDN.
Em 2020, a unidade comemorou 100 anos de existência. A trajetória da Cummins Power Generation começou com a criação da Onan Corporation, uma empresa familiar fundada por David W. Onan, em 1920, no estado americano de Minnesota. Em 1992, a Cummins completou a aquisição da Onan Corporation.
Componentes
- Filtros

A Cummins Filtration, detentora da marca Fleetguard, fabrica e comercializa os mais diversos tipos de filtros, além de fluidos utilizados em sistemas de arrefecimento para montadoras, mercado de reposição e manutenção de veículos, como caminhões, ônibus, máquinas agrícolas, de construção civil, industriais e marítimos.
Em 2020, a Filtros comemorou 20 anos de produção no Brasil, que representa 10% das vendas globais da Cummins Filtration. A Cummins Filtros emprega no Brasil 140 funcionários e tem cinco linhas de produção: filtros de ar, Spin-On (filtros de lubrificante), módulos filtrantes (combustível), coolant (líquido de arrefecimento) e cabeçote (filtro separador de água).
- Turbos

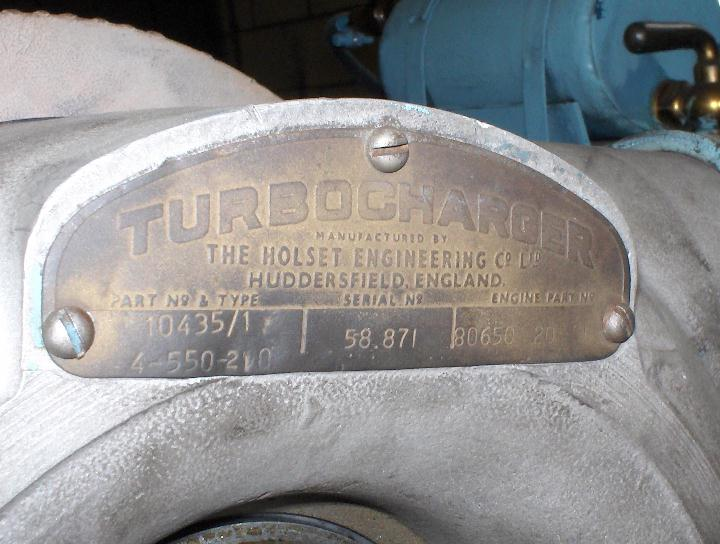
Plaqueta em antigo turbo Holset

Fundada em 1952, em Huddersfield, Reino Unido, a Cummins Turbo Technologies (CTT) é especializada em turbocompressores para o segmento de veículos comerciais Diesel, grupo geradores e diversas aplicações para motores de 2 litros a 120 litros. Presença global com plantas fabris no Brasil, Estados Unidos, Europa, China e Índia com uma ampla rede de assistência técnica, a CTT possui um extenso portfólio de produtos incluindo soluções como turbos de geometria fixa, Wastegate, powerturbine, geometria variável e sistema de 2 estágios.
Estabelecida em 1987, a planta do Brasil fornece turbos Holset para toda a América do Sul. A fábrica atende aos mais diversos clientes nos canais OEM e pós-vendas, além de oferecer atendimento por meio dos Distribuidores Cummins e Independentes espalhados por toda a região.
- Sistema de emissões

A Cummins Emission Solutions (CES), é uma subsidiária da Cummins Inc. e uma empresa no segmento de componentes, é líder global na concepção, fabricação e integração de tecnologia e soluções de pós-tratamento de gases de escape para o comércio On Highway e Off Highway, para veículos de porte leve, médio e pesado. Dedicada à inovação e à confiabilidade no cumprimento das normas globais sobre emissões, a CES desenvolve e produz várias soluções de emissão.
Distribuição
O Sistema de Distribuição Cummins consiste na distribuição de motores e de geração de energia assim como de peças e assistência técnica. A unidade de distribuição da Cummins é composta por 17 distribuidores próprios em todo o mundo, cobrindo mais de 100 países.
No Brasil, a Cummins atente a todo o território nacional com um distribuidor próprio (DCB, Distribuidora Cummins Brasil) e cinco independentes.

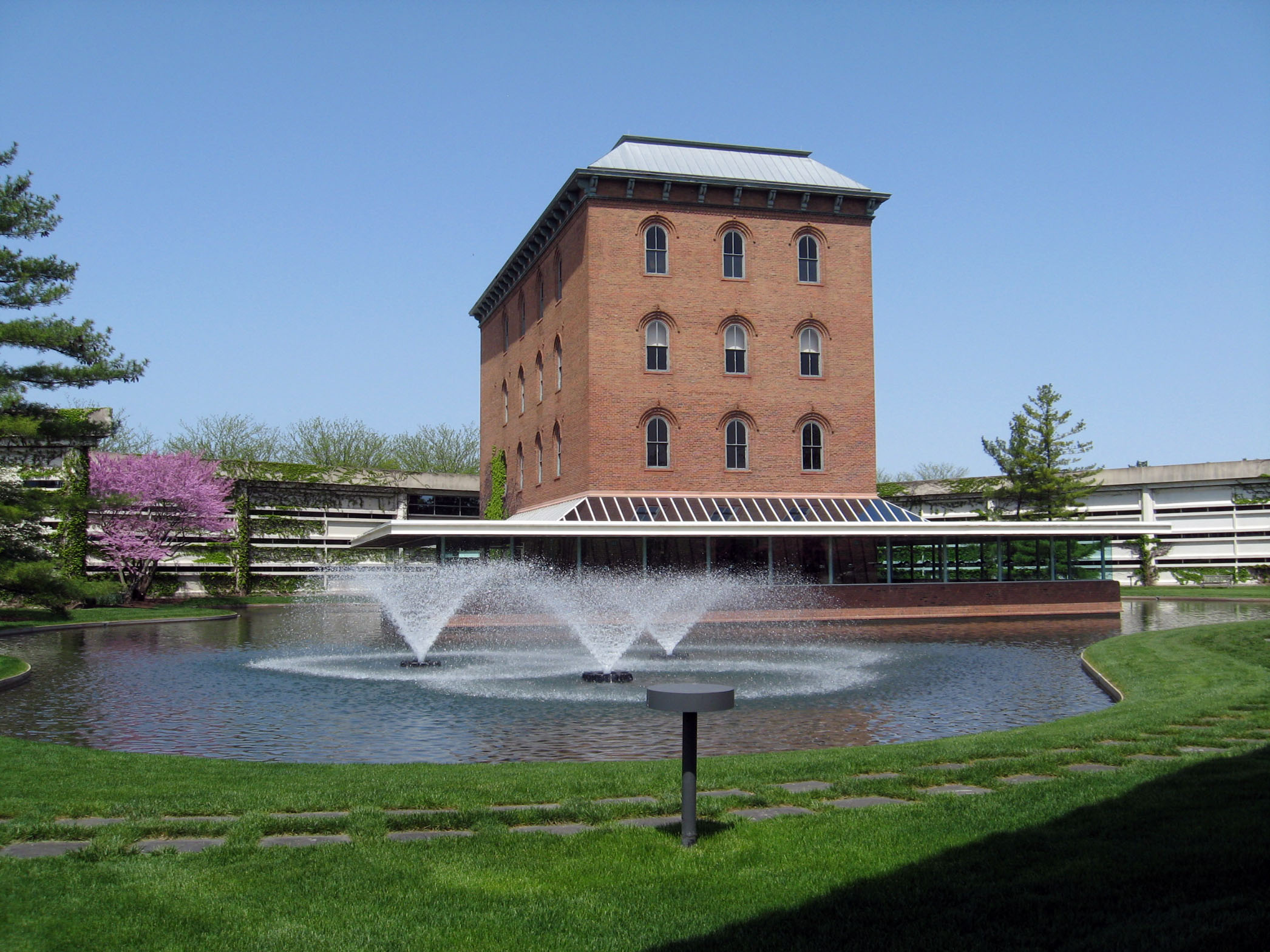
Edifício corporativo da Cummins nos Estados Unidos

1. DCB é responsável pelos estados de São Paulo, Rio de Janeiro, Mato Grosso, Mato Grosso do Sul, Bahia, Espírito Santo e Sergipe.
2. DCCO (Distribuidora Cummins Centro-Oeste) é responsável pelos estados de Goiás, Tocantins, além do Distrito Federal.
3. DMMC (Distribuidora Meridional de Motores Cummins), também conhecida como Motormac,  é responsável pelos estados do Rio Grande do Sul, Santa Catarina e Paraná.
4. DCML (Distribuidora Cummins Minas Ltda) é responsável pelos estados de Minas Gerais, Pará, Amapá e Maranhão.
5. DCDN (Distribuidora Cummins Diesel do Nordeste) é responsável pelos estados de Pernambuco, Ceará, Paraíba, Rio Grande do Norte, Alagoas e Piauí.
6. Noroeste Máquinas é responsável pelos estados do Amazonas, Rondônia, Acre e Roraima.

New Power
A mais recente unidade de negócio de New Power inclui os portfólios de energia eletrificada e célula de combustível da Cummins, representando o investimento da empresa em tecnologias futuras para fornecer valor e prosperidade para os clientes e comunidades usando materiais e tecnologias que têm menos impacto no planeta.
A unidade New Power cresceu rapidamente para a Cummins e, nos últimos cinco anos, a empresa desenvolveu e adquiriu recursos significativos em motores eletrificados, projeto e montagem de baterias, gerenciamento de baterias, célula de combustível e geração de hidrogênio. 